# 한큐 전철 2300계 전동차

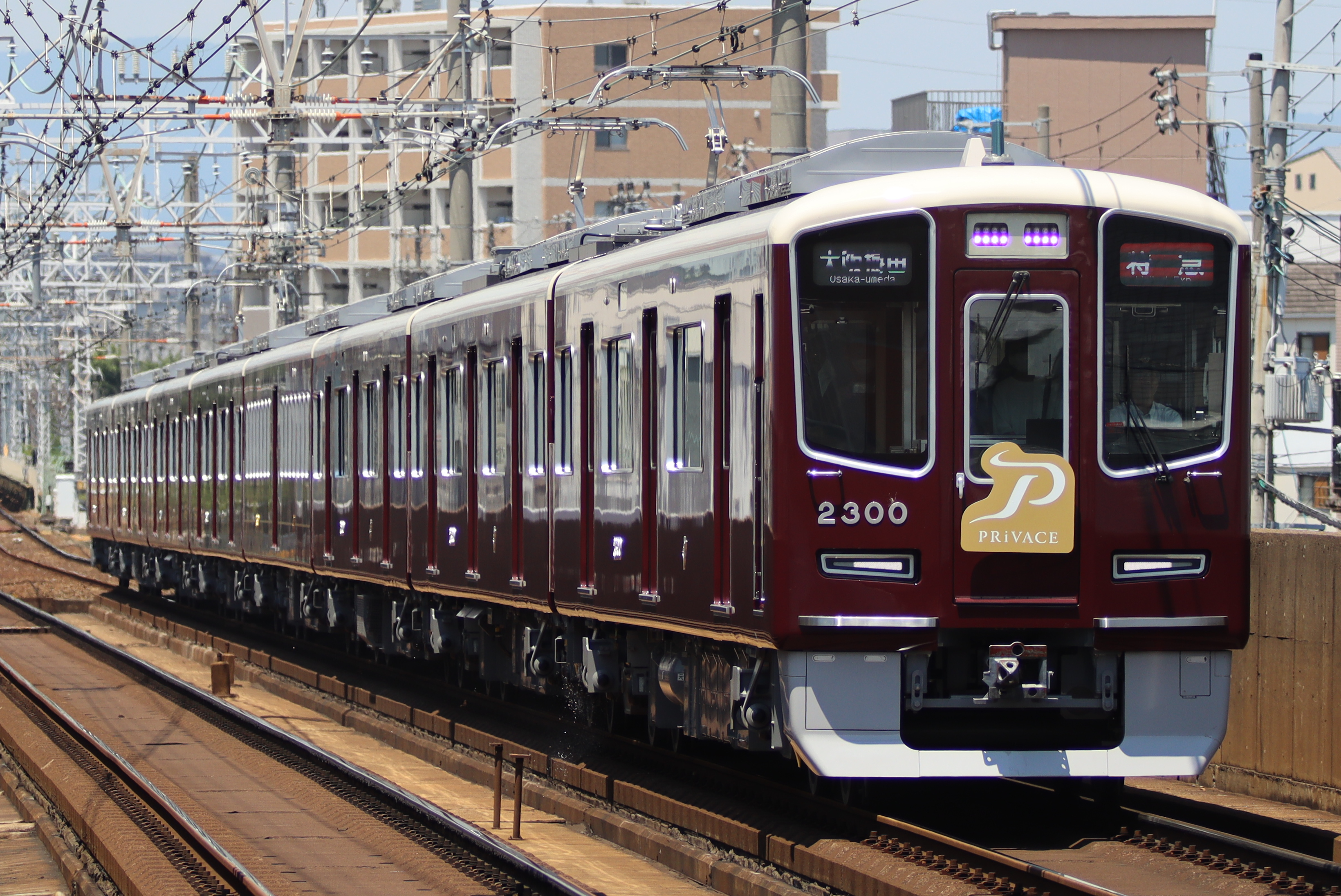
2300계

한큐2300계(阪急2300系電車)는 한큐전철의 특급형 차량이다.

## 개요
9300계 이후 처음으로 세미 크로스 시트의 교토선용 특급 차량으로 도입된다. 한큐 최초로 좌석 지정 서비스 'PRiVACE'용 회전식 리클라이닝 시트 차량을 일부 편성에 연결하고 있다.

## 구조

### 외부
전두부의 각 부위 배치는 기존 차량을 계승하되, 본 형식은 '질주감'을 의식한 디자인으로 전면 창문에 곡선을 도입했다. 차량 외부 표시기는 LED를 기본으로 하되, 'PRiVACE' 차량은 유리 일체형 액정표시장치(LCD)를 측면 창문에 설치했다.

### 내부
일반 차량은 도어 간 전환형 크로스 시트(일부 고정), 차체 끝부분을 롱시트로 구성하고, 각 차량의 롱시트 부분에 우선석과 휠체어 공간을 마련한다.

'PRiVACE' 차량은 2+1 배열의 회전식 리클라이닝 시트(좌석 슬라이딩 장치 포함)가 문을 사이에 두고 7열씩 설치되어 있으며, 2개의 객실에서 2인용과 1인용의 좌우가 뒤바뀌는 엇갈린 배치로 되어 있다.

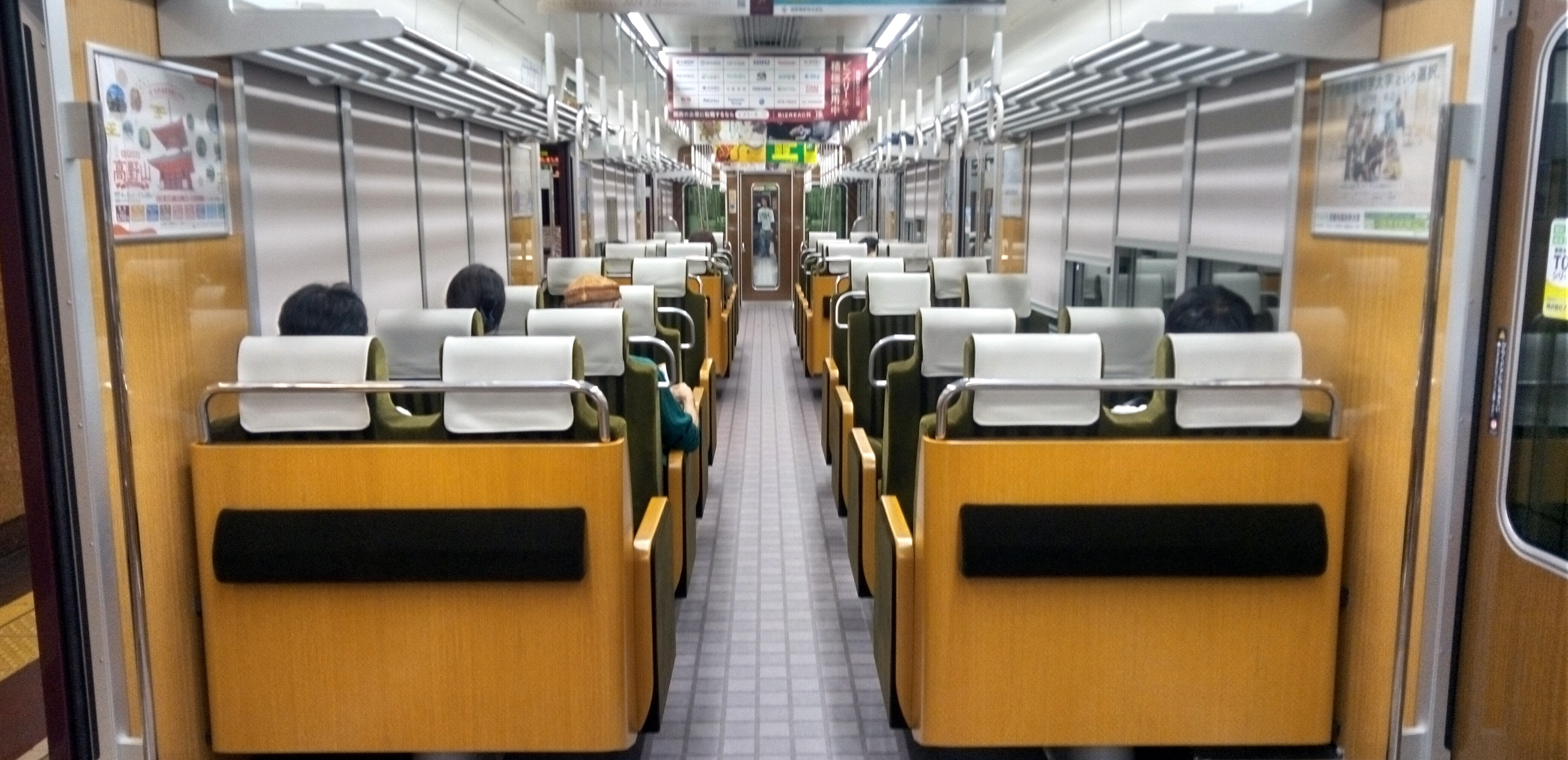
일반 차량 차내
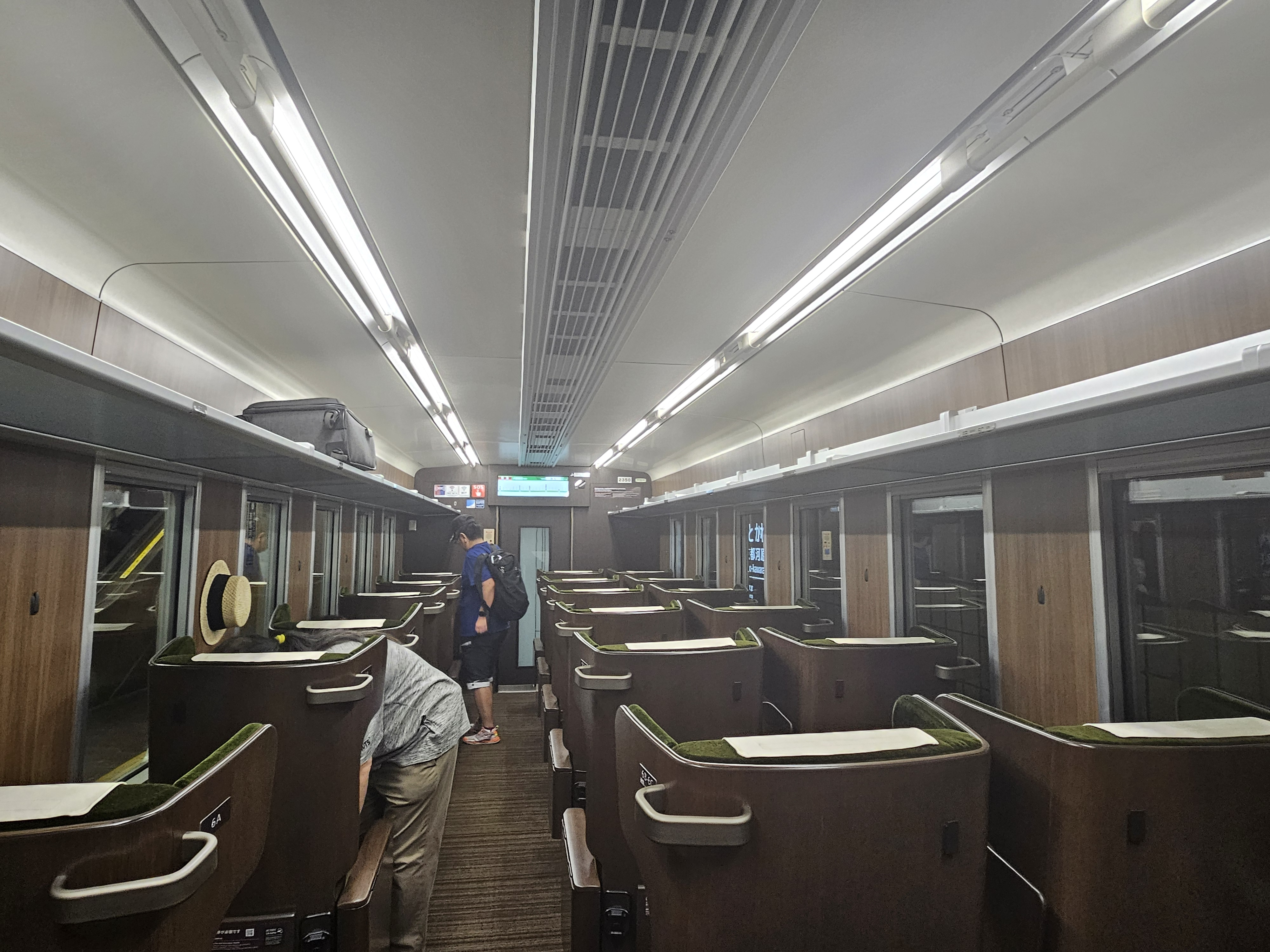
PRiVACE 차내

## 운영
2024년 7월 21일 교토선 운행을 개시하고, 같은 날부터 'PRiVACE' 서비스 제공을 시작했다.

## 편성
| ← 오사카 우메다 | ← 오사카 우메다 | ← 오사카 우메다 | ← 오사카 우메다 | 교토 가와라마치 →                      | 교토 가와라마치 → | 교토 가와라마치 → | 교토 가와라마치 → | 영업 개시일     |
| 1호차           | 2호차           | 3호차           | 4호차 PRiVACE   | 5호차 통근 특급 운전 시 여성 전용 차량 | 6호차             | 7호차             | 8호차             | 영업 개시일     |
| 2300            | 2800            | 2900            | 2350            | 2450                                   | 2850              | 2950              | 2400              | 2024년 7월 21일 |
| 2301            | 2801            | 2901            | 2351            | 2451                                   | 2851              | 2951              | 2401              |                 |
| 2302            | 2802            | 2902            | 2352            | 2452                                   | 2852              | 2952              | 2402              |                 |